# Acromastigum exile
Acromastigum exile là một loài rêu tản trong họ Lepidoziaceae. Loài này được (Lindenb.) A. Evans miêu tả khoa học lần đầu tiên năm 1934.